# Siège enfant
Pour les articles homonymes, voir siège.

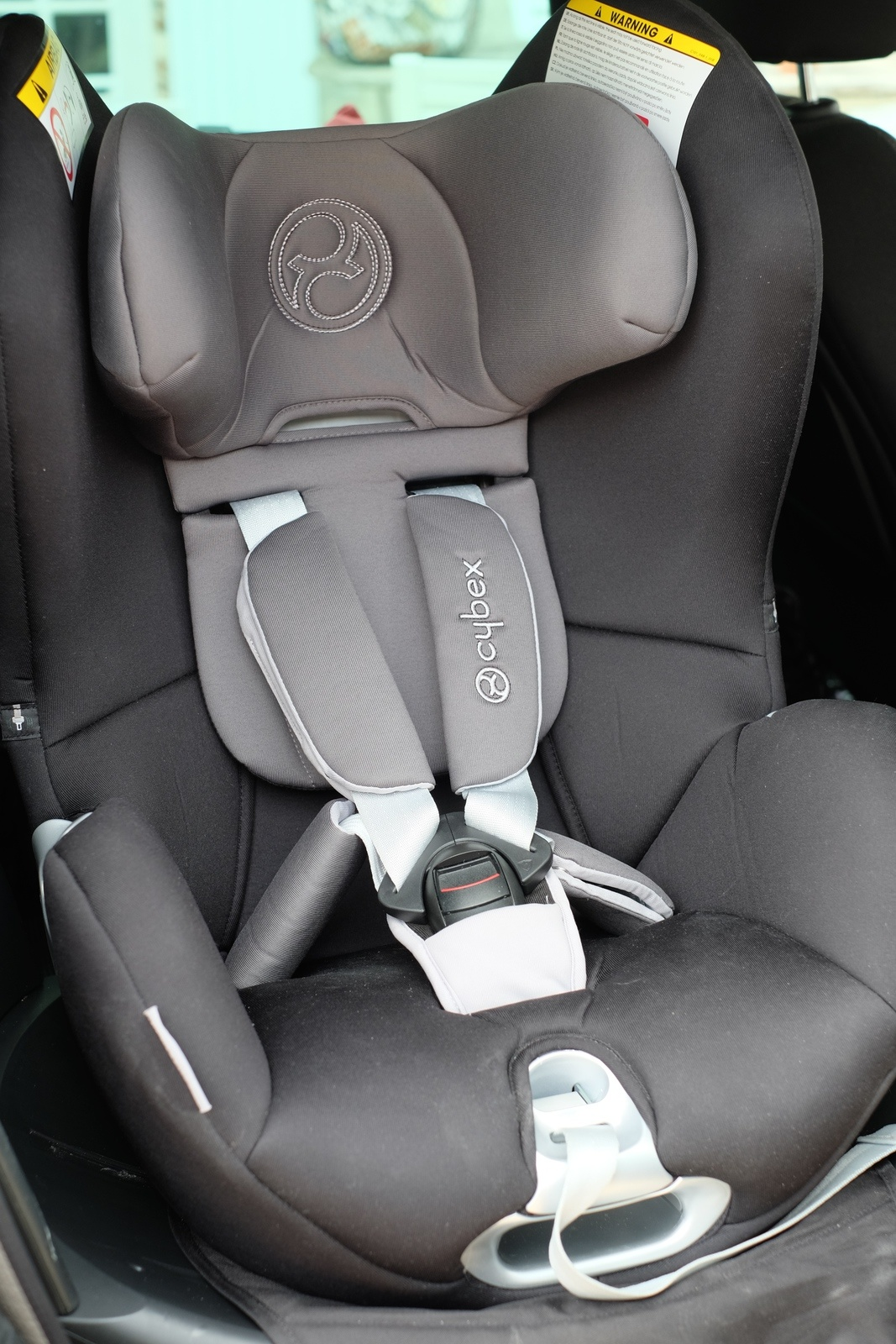
Siège auto Cybex Sirona (groupe 0/1 de la naissance à 18 kg)

Un siège enfant ou siège auto est un siège permettant d'assurer le confort et la sécurité, d'un enfant, dans un véhicule, en cas d'accident.
Ces sièges sont fixés dans les véhicules via la ceinture de sécurité, le système Isofix, ou en utilisant les deux simultanément.

## Efficacité
Ces sièges sont efficaces, à condition de respecter les normes du produit en matière de poids et de taille

### Positionnement
« Il est interdit de transporter un enfant de moins de dix ans aux places avant de tous les véhicules, sauf s’il est installé dos à la route dans un siège prévu à cet usage, »

### Risque d'étouffement
Bien que les sièges protègent, Les enfants peuvent étouffer dans certains cas, il faut donc veiller à ce que le siège soit bien mis, et de taille et caractéristiques appropriés.

### Date d'expiration
Les sièges pour enfants ont une date d’expiration, très souvent, mais pas toujours, elle est inscrite sur le siège, si elle n'y figure pas il faut contacter le fabricant pour savoir. Avec le temps le plastique par l'effet par exemple de la chaleur le siège peut se craqueler, légèrement fondre, se déformer, une inspection visuelle ne suffit pas à vérifier l'état d'un siège.

### Après un accident
La plupart des fabricants recommandent de changer systématiquement de siège après un accident.

## Remboursement par l'assurance
Les sièges autos peuvent être remboursés par l'assurance.

## Danger des sièges d'occasion
Un siège d'occasion peut avoir été impliqué dans un accident, ne pas avoir été stocké dans de bonne conditions, ne pas être au normes, être tombé en dehors de la voiture, en raison l'absence de garanties il est fortement déconseillé d'acheter un siège auto d'occasion.

## Normes et réglementation

### Europe
En Europe, la réglementation des sièges enfant pour les véhicules automobiles est régie par la directive 91/671/CEE, modifiée par la directive 2003/20/CE.

### France
En France, elle est précisée par les articles R.412-1 et suivants du code de la route, obligeant notamment tous les passagers du véhicule à être attachés.
Depuis le 1er janvier 1992, l'utilisation d'un système de retenue spécifique est impératif pour les enfants de moins de 10 ans, le conducteur ne respectant pas cette obligation risquant une contravention de 4e classe (750 euros).
Des exceptions sont données par l'article R.412-2 pour tout enfant dont la morphologie est adaptée au port de la ceinture de sécurité et pour tout enfant muni d'un certificat médical d'exemption qui mentionne sa durée de validité et comporte le symbole prévu au 2° du II de l'article R. 412-1.
La fabrication des sièges est quant à elle réglementée par deux normes européennes qui cohabiteront plusieurs années pour faciliter la transition : 
- La norme historique ECE R44/04[9], qui a remplacé depuis le 23 juin 2009 la norme R44/03, elle-même faisant suite aux normes R44/02 et 01, antérieures à 1995. Attention, depuis 2008, tous les sièges auto homologués ECE R44/01 ou 44/02 sont interdits à la vente et ne peuvent plus être utilisés ni commercialisés. Pour reconnaître un siège auto correctement homologués référez-vous à l'étiquette orange attestant de leur homologation aux normes ECE R44/03, ECE R44/04 ou i-Size (UN R129)[10].
- la nouvelle norme ECE R129[11] (depuis le 9 juillet 2013) pour une sécurité encore renforcée :
  - La phase 1 : entrée en vigueur le 9 juillet 2013, (communément appelée « i-Size ») concerne les sièges bébés (coque) et enfants jusqu'à 105 cm et uniquement en fixation Isofix[11] ;
  - La phase 2 : devrait entrer en vigueur fin 2017/début 2018 et concerne les rehausseurs pour les enfants de plus de 105 cm[11] ;
  - La phase 3 : Date d'entrée à définir ; concerne les sièges uniquement ceinturé[11].

### Québec
Au Québec, la réglementation concernant les sièges d'auto pour les enfants est définie par la SAAQ (Société de l'assurance automobile du Québec).
Les termes utilisés pour désigner les différents sièges sont : siège de bébé (moins de 10 kg), siège d'enfant (plus de 10 kg), siège d'appoint (plus de 18 kg).

### Australie et Nouvelle Zélande
Les sièges qui respectent les normes européennes, ne sont pas jugés suffisamment sûrs par les normes Australo-Zélandaises. Le siège auto est obligatoire depuis 1986.[réf. nécessaire]

## Tailles et poids

### Selon la réglementation ECE R44/04

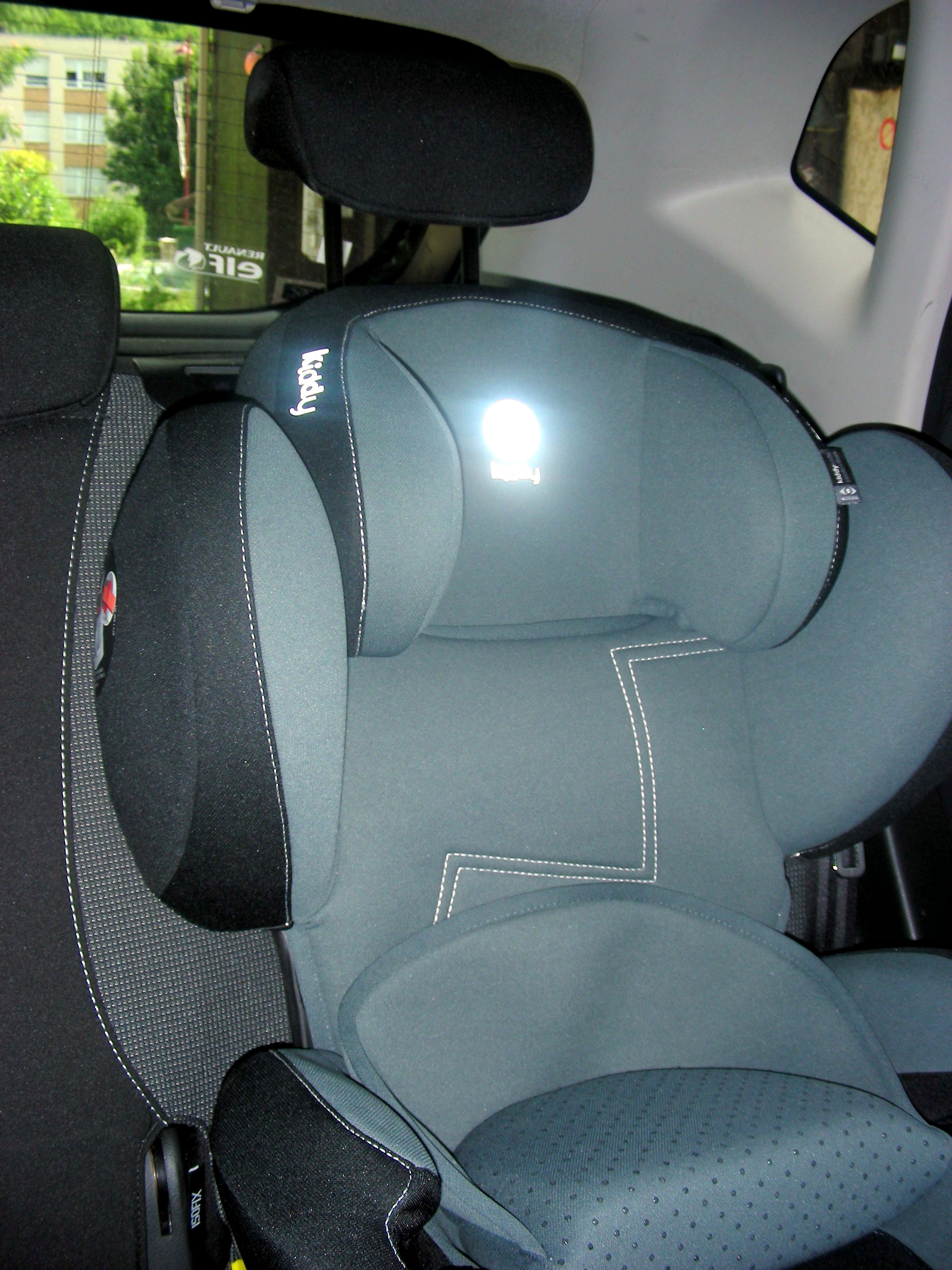
Siège enfant Kiddy Phoenexfixpro2 norme ECE R-44/04 de classe universelle et semi-universelle pour enfant de poids de 9 à 18 kg (de neuf mois à quatre ans environ).

Entre 2003 et 2013 en Europe, la norme R44/04 définissait cinq groupes de sièges selon le masse de l'enfant :
| Groupe | Type         | Masse      | Âge approximatif                       |
| ------ | ------------ | ---------- | -------------------------------------- |
| 0      | Nacelle      | 0 à 10 kg  | Interdite en voiture depuis début 2020 |
| 0+     | Coque        | 0 à 13 kg  | Avant 2 ans                            |
| 1      | Siège enfant | 9 à 18 kg  | 9 mois à 5 ans                         |
| 2      | Rehausseur   | 15 à 25 kg | Jusqu'à 8 ans                          |
| 3      | Rehausseur   | 22 à 36 kg | Jusqu'à 12 ans                         |

### Selon la réglementation ECE R129
Depuis 2013, en Europe, obligation d'utiliser la technique Isofix et d'installer tout enfant de moins 15 mois « dos à la route ».
Les groupes ne sont plus définis par la masse de l'enfant mais par sa taille.
| Groupe       | Type       | Taille maximale                | Taille minimale |
| ------------ | ---------- | ------------------------------ | --------------- |
| Siège bébé   | Coque      | Jusqu'à 75⁄85 cm selon modèles |                 |
| Siège enfant |            | Jusqu'à 105 cm                 | 75 cm           |
| Siège grand  | Rehausseur | Jusqu'à 150 cm                 | 100 cm          |

Selon l'étiquette d'homologation apposée sur le siège R44/04 ou R129, il faut respecter le système poids ou taille en vigueur.

## La position dos à la route

### Historique
La position du siège enfant, dos à la route, est liée aux recherches menées par l'ingénieur Bertil Aldman (1925-1998) de l'école polytechnique Chalmers de Göteborg dans les années 1960. Celui-ci a écrit sa thèse sur la sécurité routière, Biodynamic Studies on Impact Protection, en s'inspirant des recherches des ingénieurs de la NASA pour le programme spatial Gemini. Les astronautes sont installés dos à la force d’accélération dans leur capsule pour la rentrée dans l'atmosphère, le siège servant de bouclier aux chocs. Bertil Aldman permet de sortir le premier siège enfant dos à la route avec le constructeur automobile suédois Volvo en 1964.
La position du siège enfant dos à la route s'est rapidement développée en Suède, qui est devenue un modèle en matière de sécurité des enfants dans les automobiles.

### Fonctionnement
Le système isofix permet de bloquer le siège en translation et parfois la ceinture évite le basculement du siège bébé.

## Fixation Isofix
Le système Isofix a été développé par l'entreprise allemande Britax Römer et le constructeur Volkswagen en 1997.
Ce système de fixation permet une liaison rigide et ultra simplifiée entre le châssis du véhicule et le siège de l'enfant. Il permet ainsi d'éviter quasiment tout risque d'erreur d'installation du siège auto et permettra à terme de remplacer la ceinture de sécurité. L'installation est renforcée par la mise en place d'un autre point de stabilité (« top tether » ou jambe de force) afin de maintenir solidement attaché le siège auto

## Fabricants
Les fabricants de renommée en France sont : Cybex, Britax Römer, Bébé Confort